# 이상일 (1961년)
이상일(李相逸, 1961년 10월 31일~)은 대한민국의 언론인, 정치인, 교육인이다. 중앙일보 논설위원을 거쳐 단국대학교 석좌교수를 지냈다. 제19대 국회의원으로 활동했으며 제9대 용인시장(2022~, 민선 8기)이다.
전남 영광군·함평군·장성군에서 3선을 한 전 국회의원 이진연의 아들이다.

## 학력
- 함평초등학교
- 한양중학교
- 서울고등학교
- 서울대학교 무역학과 학사
- 연세대학교 경영대학원 경영학과 석사
- 연세대학교 대학원 행정학과(박사과정)

## 경력
- 단국대학교 석좌교수
- 건국대학교 행정대학원 특임교수
- 가톨릭대학교 경영학부 겸임교수
- 미국 미주리 대학교 저널리즘스쿨 객원연구원
- 가톨릭대학교 국제학부 겸임교수
- 중앙일보 정치부 기자
- 중앙일보 차장
- 중앙일보 워싱턴 특파원
- 중앙일보 정치부 부장
- 중앙일보 논설위원실 논설위원
- 2012년 3월~2012년 4월 제19대 국회의원 선거 새누리당 중앙선거대책위원회 대변인
- 2012년 4월 11일: 대한민국 제19대 국회의원 선거 당선(비례대표, 새누리당, 초선)
- 2012년 5월~2016년 5월 제19대 국회의원(비례대표, 새누리당, 초선)
- 2012년 7월 제18대 대통령 선거 새누리당 박근혜 대통령 경선후보 국민행복캠프 대변인
- 2012년 7월~2013년 3월 제19대 국회 문화체육관광방송통신위원회 위원
- 2012년 8월~2013년 5월 새누리당 대변인
- 2012년 10월~2012년 12월 제18대 대통령 선거 새누리당 박근혜 대통령 후보 중앙선거대책위원회 대변인
- 2012년 11월~2012년 12월 제18대 대통령 선거 새누리당 박근혜 대통령 후보 광주전남선거대책위원회 공동위원장
- 2013년 4월~2014년 5월 제19대 국회 미래창조과학방송통신위원회 위원
- 2013년 6월~2014년 5월 새누리당 정책조정위원회 위원
- 2013년 7월~2016년 5월 제19대 국회 동북아역사왜곡대책특별위원회 위원
- 2014년 1월~2015년 새누리당 사회적경제특별위원회 제1분과 기획조정 간사
- 2014년 4월 새누리당 경제혁신특별위원회 규제개혁분과 위원
- 2014년 5월~2014년 7월 새누리당 이완구 비상대책위원회 위원장 비서실장
- 2014년 5월~2016년 2월 새누리당 경기도당 용인시 을 당원협의회 위원장
- 2014년 용인시유도회 고문
- 2014년 6월 제19대 국회 교육문화체육관광위원회 위원
- 2015년 1월~2016년 5월 제19대 국회 공직자윤리위원회 부위원장
- 2015년 2월~2016년 5월 새누리당 원내부대표
- 2015년 3월~2016년 5월 제19대 국회 운영위원회 위원
- 2015년 5월 한국청소년미술협회 명예회장
- 2015년 7월~2015년 8월 제19대 국회 국토교통위원회 위원
- 2015년 8월~2016년 5월 제19대 국회 교육문화체육관광위원회 위원
- 2015년 12월~2016년 4월 새누리당 경기도당 총선공약개발본부장
- 2016년 5월~2017년 1월 새누리당 경기도당 용인시 정 당원협의회 위원장
- 2019년 12월~2020년 2월 자유한국당 심재철 원내대표 비서실장
- 2020년 2월~2020년 5월 미래통합당 심재철 원내대표 비서실장
- 2020년 4월~2020년 5월 미래통합당 심재철 당대표 권한대행 비서실장
- 2020년 5월~2020년 9월 미래통합당 경기도당 용인시 병 당원협의회 위원장
- 2020년 9월~2022년 4월 국민의힘 경기도당 용인시 병 당원협의회 위원장
- 2020년 9월 국민의힘 국민대통합위원회 위원 겸 대변인
- 2020년 10월~2021년 6월 국민의힘 인재영입위원회 부위원장
- 2020년 10월 국민의힘 국책자문위원회 정보정세분석위원회 위원장
- 2021년 7월 국민의힘 대외협력위원회 부위원장
- 2021년 8월~2021년 11월: 제20대 대통령 선거 국민의힘 윤석열 대통령 경선후보 종합상황실 공보실장
- 2021년 9월~2021년 11월: 제20대 대통령 선거 국민의힘 윤석열 대통령 경선후보 공정개혁포럼 발기인
- 2021년 12월~2022년 1월: 제20대 대통령 선거 국민의힘 살리는 선거대책위원회 종합지원총괄본부 대외협력본부장
- 2021년 12월~2022년 1월: 제20대 대통령 선거 국민의힘 경기도 살리는 선거대책위원회 선거대책위원장단 공동선거대책위원장
- 2022년 6월: 국민의힘 반도체산업 경쟁력 강화 특별위원회 자문위원
- 2022년 6월 1일: 제8회 전국동시지방선거 당선(민선 8기, 경기도 용인시장, 국민의힘, 초선)
- 2022년 7월~: 제9대 경기도 용인시장(민선 8기, 국민의힘, 초선)
- 2022년 8월~2023년 6월: 대한민국특례시시장협의회 대표회장
- 2022년 12월~2024년 6월: 제20·21대 전국대도시시장협의회 회장
- 2023년 7월~: 대한민국특례시시장협의회 공동회장

## 이력
전남 함평 출신으로 단국대학교 석좌교수이다. 함평초등학교, 한양중학교, 서울고등학교, 서울대학교 사회과학대학 무역학과, 연세대학교 경영대학원 경영학과를 졸업했다. 중앙일보 정치부 기자로 청와대, 외교부, 여야 정당 등을 출입했다. 2006년 1월부터 3년 6개월 간 중앙일보 워싱턴 특파원을 지냈다. 이어 중앙일보 정치부장, 논설위원을 역임했다. 제19대 총선을 앞둔 2012년 3월 새누리당 중앙선거대책위원회 대변인으로 영입됐으며 비례대표 8번으로 제19대 국회의원에 당선됐다. 이후 당 대변인, 당 대통령후보 경선의 박근혜 국민행복캠프 대변인, 당 대변인 겸 제18대 대통령선거중앙선거대책위원회 대변인, 전남 선대위 공동위원장을 맡았다. 대선 이후에도 2013년 5월까지 당 대변인으로 일했다. 현재 새누리당 용인을 당협위원장, 국회 교육문화체육관광위원회 위원, 국회 동북아역사왜곡대책특별위원회 위원, 새누리당 사회적경제특별위원회 제1분과 간사, 새누리당 경제혁신특별위원회 규제개혁분과 위원, 새누리당 중앙위원회 청년분과위 특별고문으로 활동했다. KBS공감토론에서 활약을 했었고, 교육부 특별교부금 10억을 확보하는데 앞장섰다. 단국대학교에서 정치행정, 저널리즘으로 교육활동을 하고 있다. 국가미래연구원에서는 '뉴스인사이트'에서 국정운영에 대한 인식과 견해와 관련한 칼럼들을 기재하고 있다.

## 수상
- 매니페스토 365 캠페인 한국본부 ‘소통분야’ 최우수상
- 법률소비자연맹 국회의원 헌정대상
- 국회를 빛낸 바른 언어상
- 대한민국 모범 국회의원 대상
- 국정감사 친환경 베스트의원상
- 대한민국 시민대상 시상위원회 문화체육관광발전공로대상

## 논란

### 한명숙에 대한 허위사실 논란 대치
이상일은 새누리당 대변인으로서, 한명숙 대표가 한미동맹해체를 주장했다고 발언했는데, 이를 두고 허위사실 유포라는 반박이 제기되었다. 민주통합당은 이상일의 논평에 대해 한명숙 대표가 한미동맹해체를 주장했다는 것은 명백한 허위사실이라며 이상일의 공개 사과를 요구한적이 있었다. 민주통합당은 논평에서, 이상일은 한미동맹해체를 주장하는 진보통합당과 손을 잡았다는 내용의 수정된 논평을 냈지만 허위사실 유포를 인정하거나 사과하지는 않았다며 공개 사과를 촉구하는 한편 법적 대응을 경고했었다.

## 역대 선거 결과
|  | 42.8% |

|  | 37.75% |

|  | 47.94% |

|  | 55.37% |

## 소속 정당
| 소속 정당 | 소속 정당  | 소속 기간 | 비고      |
| --------- | ---------- | --------- | --------- |
|           | 새누리당   | 2012~2017 | 정계 입문 |
|           | 무소속     | 2017~2019 | 탈당      |
|           | 자유한국당 | 2019~2020 | 복당      |
|           | 미래통합당 | 2020      | 합당      |
|           | 국민의힘   | 2020~현재 | 당명 변경 |

## 같이 보기
- 대한민국 제19대 국회의원 선거 새누리당 후보 목록#비례대표
- 용인시장

## 가족 관계
- 배우자: 김미영
  - 아들: 이혜문
    - 며느리: 이은선